# Stormwatch (historieta)
Stormwatch es un cómic estadounidense creado en 1993 por el dibujante y guionista Jim Lee, que trata sobre un grupo internacional de superhéroes, patrocinado por las Naciones Unidas. Originalmente, perteneció al universo Wildstorm, que en ese entonces era publicado por la editorial Image, y luego el sello editorial de la empresa, Wildstorm se encargaría por delante de la misma serie, siendo posteriormente adquirido por la editorial DC Comics, donde es publicado hoy en el marco de los Nuevos 52.

## Descripción
El grupo opera bajo el auspicio de la ONU, y tiene su sede en la inmensa estación espacial Skywatch. Su líder, llamado Weatherman One, ejerce una labor de vigilancia del mundo entero, enviando a Batallion y al grupo de choque ante cualquier señal de problemas. Tras el Reinicio del Universo DC y la casi completa incorporación de sus publicaciones, Wildstorm cede los personajes de su sello editorial a la continuidad oficial del Universo DC, entre ellos Stormwatch. En este retcon, la serie tiene un nuevo origen y características. En esta continuidad, son un grupo comando que no se considera a sí mismo superheroico, considerando que Stormwatch es trabaja desde antes de la era de superhéroes, y están dispuestos a tomar medidas controversiales para éstos para proteger al planeta Tierra.

## Historia de la publicación
El grupo Stormwatch apareció por primera vez en el cómic Stormwatch #1, publicado por Image Comics, pero bajo la propiedad de su creador, Jim Lee. Los principales escritores del primer período de Stormwatch fueron: Jim Lee, Brandon Choi, HK Proger y Ron Marz, así como sus primeros dibujantes principales fueron Scott Clark, Stand Brett, Matt Broome y Renato Arlem.

### Período Inicial
Stormwatch fue un cómic de superhéroes de estilo clásico. El concepto creado por Jim Lee y Brandon Choi nació en 1992, inspirado en el revuelo causado por la primera de las intervenciones internacionales auspiciadas por la ONU tras la caída del Muro de Berlín. La premisa fue que, si los ejércitos del mundo podían unirse para realizar una operación policial, en un universo ficcional podría existir un grupo de superhéroes internacional que hiciese lo mismo. Así, en los números inmediatamente posteriores a su aparición, Stormwatch evolucionó como un cruce entre Los Vengadores y Star Trek con constantes cambios en los equipos creativos y numerosos cambios de alineación entre sus filas. El grupo nunca acababa de consolidarse, y su lista de bajas se convirtió en una de las más largas de la historia de un Comic-Book.
En este primer período, escrito por Jim Lee, Brandon Choi y H.K. Roger, el equipo Stormwatch era un grupo paramilitar dirigido por las Naciones Unidas, y supervisado desde un satélite (El "Skywatch") por su director, "el Weatherman" Henry Bendix, el cual tenía implantes cibernéticos conectados a su cerebro para controlar mejor las diversas situaciones del mundo y los equipos Stormwatch que estaban en acción. El comandante en el frente de batalla era Jackson King, también conocido como Batallion. Entre los miembros fundadores estaban Hellstrike, un exoficial de policía de Irlanda, un superhumano con poderes energéticos; Winter un exoficial ruso de la Spetznatz, cuyos poderes consistían en absorber energía; Fuji, un joven japonés, de gran tamaño y super fuerza, con la capacidad de controlar la densidad de su cuerpo; y Diva, una joven italiana con poderes sónicos.
Más adelante Ron Marz se incorporó al equipo creativo, quien había trabajado previamente en Marvel Comics en la serie de Silver Surfer y que también había desarrollado el reemplazo de Hal Jordan como Green Lantern, Kyle Rayner. Al mismo tiempo, se incorporaría James Robinson, el famoso escritor de la serie de Starman en DC y que también había escrito en la serie WildC.a.t.s. junto a Robinson y Marz. Todos ellos operaban bajo la dirección editorial de Jim Lee, entrelazando las historias de los dos libros a lo largo de varios meses.
Cuando la serie llegó al #37, la colección dio un número radical en su planteamiento. Warren Ellis y Tom Raney llevaron Stormwatch a otro nivel, y el grupo bajo su dirección comenzó a desarrollarse de una forma atípica. Comenzaron a innovar, introduciendo cambios de ética dentro del grupo, y este comenzó a tener una mayor relevancia política, lo que para algunos lo volvió uno de los títulos más interesantes del Universo Wildstorm.

### La etapa Ellis
Warren Ellis, siguiendo su propia línea de escritura (de la cual Transmetropolitan podría considerarse uno de sus máximos exponentes), tomó el material presentado y las premisas básicas de la serie, y comenzó a desarrollar sus personalidades y sus motivaciones, los agrupó con personajes nuevos considerados más maduros, y caracterizó a su líder como un hombre megalomaníaco y peligroso.
El resultado fue que un grupo de superhéroes estuvo a punto de convertirse en un grupo de presión cercano a los estándares de los supervillanos, poseedor de un poder casi divino, y en guerra con una superpotencia como los Estados Unidos, cuyas acciones dentro del cómic también resultaban sumamente cuestionables.
Stormwatch, desde entonces, tomó el estilo de Ellis, y pasó de tener la moral maniquea clásica en los cómics de superhéroes, a ahondar en una serie de matices, conteniendo ejemplos de extrema crueldad, de traiciones y dramas poco usuales.

#### Argumento
Henry Bendix, el Weatherman (I), la misteriosa figura de Stormwatch, comenzó a demostrar tener un auténtico talento para la manipulación, a la que se dedicó a tiempo completo. Erigiéndose en el máximo representante de la ley mundial, Bendix manipuló, traicionó, planeó e incluso asesinó en aras de su visión particular del mundo. Henry Bendix no bromeaba, no hacía concesiones y nunca dejó de ser consiente de que tenía entre sus manos el arma más poderosa jamás creada por la ciencia humana: Stormwatch.
Dentro de la línea argumental, Bendix, amasando una enorme cantidad de poder, se transformó en un tirano que debía ser depuesto, entrando en guerra con los EE. UU. y con las Naciones Unidas. El argumento se transformaría en este momento en las intrigas y batallas para deponer a la poderosa figura.

### Crossovers conWildC.A.T.s.
También por esta época, dentro de esas dos miniseries en cuestión surgió otras dos series límitadas que fueron puestos en libertad, el Equipo Stormwatch Uno (escrito por James Robinson) y Equipo WildC.ATs Uno (escrito por Steven Seagle). Estos dos miniseries también se entrelazan, y reveló que las bases de los dos equipos habían sido establecidos por un grupo a mediados de 1960, que contaba a Saúl Baxter (Lord Emp), Zealot, Mr. Majestic, John Colt (con el código nombre de Spartan ), Backlash, un joven Henry Bendix y el Padre de Jackson King, Isaiah, muchos de los cuales habrían de ser miembros, o que ocuparían un lugar destacado más tarde tanto en los equipos de Stormwatch como en WildCats. En esta serie, bajo el sello de WildStorm, siguiendo el código del sello editorial, fue definido dentro de ambas historias como un término - código que era utilizado por el Gobierno de los Estados Unidos, por ejemplo, "Wild", era referencia a las formas de vida extraterrestre y "Storm", refiriéndose a las fuerzas invasoras.
Robinson con WildCats y Marz de Stormwatch habían culminado su ejecución de sus crossovers al aumentar eventos en el universo Wildstorm, período durante el cual, los miembros de ambos equipos se vieron afectadas, con Stormwatch llegaba a tener bajas sufridas y los WildC.ATs erróneamente se les había creído muertos. Después de la saga WildStorm Rising, Alan Moore se hizo cargo de la historia para WildCats. Más tarde, después de un segundo sello para otro crossover, Warren Ellis se hizo cargo de la historia de Stormwatch a partir del #º 37 (julio de 1996).

### Saga Cambiar o Morir
Henry Bendix ya no es el The Weatherman, sustituido por Jackson King como el nuevo The Weatherman (II), y los seguidores de dicha serie lo conocen como Batallion. Soldado veterano y uno de los metahumanos (Aquí los referenciaban como Superhumanos en la época de Image, pero cambió ese significado al ser adquirido Estudios Wildstorm por DC Comics) con más experiencia en combate, King lleva´ria otra vez a Stormwatch por el buien camino. Para ello contaba con un buen equipo de excelentes agentes, muchos de los cuales llevan años trabajando con él y su lealtad y buena fe está sobradamente probada.
Una nueva era apareció iniciarse para Stormwatch, King luego de ser consiente de haber aprendido de los erroes del pasado y va dejar de lado la política de terror iniciada por Bendix. Intentó acabar el concepto de ser el El más malo que los malos, desaparecían las agendas secretas y la ignorancia sobre ello a la opinión pública. Pero realmente fue así?
Desgraciadamente, la paz y la seguridad mundial no podían durar mucho tiempo. La primera de las crisis a la que tuvo , que enfrentarse el nuevo Weatherman, dentro la reorganización de Stormwatch, fue la provocada por el secuestro de un científico de las Naciones Unidas que había sido enviado a investigar una serie de alteraciones a humanos que estaban realizándose al amparo de Operaciones Internacionales o por sus siglas O.I. (El mismo que desarrollaba el proyecto Gen¹³), una de las organizaciones secretas del gobierno de los Estados Unidos.
No era la primera vez que Stormwatch había tenido que enfrentarse a los EE. UU.. La mayor potencia mundial nunca se tomaba a bien que interfirieran en sus asuntos y pronto Stormwatch se vio vetado en territorio estadounidense. Lo malo era que en el sur de los Estados Unidos se estaba preparando algo gordo y Jackson King no esperaba quedarse al margen. Así que recurrió a su as bajo la manga, al equipo secreto de su organización, Stormwatch Black o Stormwatch Negro. Los tres miembros de Stormwatch Black se infiltraron en la ciudad de Nueva Orleans llamada Pavane y allí descubrieron que estaba a punto de desarrollarse un simulacro de guerra biológica. Un simulacro con fuego real en el que iba a sacrificarse la población entera de la ciudad. Recurriendo a una maniobra política, Jackson King consiguió que Francia llamase a Stormwatch para realizar una operación de rescate en Pavane, donde se encontraba veraneando un ciudadano francés. Tras una brutal intervención, Stormwatch frstró el siniestro plan de Operaciones Internacionales. Se había ganado una batalla, pero no la guerra continuaba.
Poco tiempo más tarde, Christine Trelane, la mujer y ayudante de Jackson King descubrió que existían agentes de Stormwatch de los que la organización no tenía conocimiento. Años atrás, Henry Bendix había creado un equipo de operaciones secreto que había sido sacrificado en el curso de una misión. Dos supervivientes del grupo seguían luchando en solitario y en secreto. Jackson King decidió investigary dio así con Apollo y Midnighter. Una pareja de superhéroes desamparados que estaba intentando descubrir qué se traían entre manos los traficantes de armas de alta tecnología en un lugar llamado el Jardín de Nevada.
El Jardín de Nevada era una maravilla de la ingeniería cibernética creado por un grupo de superhéroes idealistas para demostrar lo que se podía hacer con los poderes adecuados y trabajando en la dirección correcta. Desgraciadamente su utopía había sido convertida en una factoría de armas de alta tecnología cuyas actividades tenían que terminar. Ahora bien, Apollo y Midnighter estaban también metidos en el asunto del Jardín del Nevada y Jackson King decidió que había llegado la hora de controlar a los agentes reveldes de Stormwatch. En una operación relámpago, los dos superhéroes fugitivos fueron capturados y llevados a Skywatch donde se les dio una posibilidad de realizar una última misión destruyendo el Jardín de Nevada a cambio de una nueva vida como personas normales.
Lo que Jackson King no les había contado a sus nuevos reclutas era que les había hecho fumigar con bacterias listas para acabar con ellos en caso de que resultasen se runa amenaza, No hizo falta, pero no merecía la pena correr riesgos. Siendo consciente lo difícil defender a todo un mundo de cualquier amenaza que asaltan constantemente, donde eran de noticia cada día de la violación de las leyes internacionales, las guerras civiles, de que las guerras suceden más el caos que imparte a ello, la saga Cambiar o Morir con el mando de Jackson King, Ellis nos ofreció una visión muy particular de la condición humana (o quizás deberíamos decir superhumana). es donde el papel de la serie Planetary le ha dado el realismo, el dramatismo mostrando su cotidianidad y sus eventuales relaciones sociales entre sus compañeros, que dista su diferencia con la primera encarnación debido al ímpetu de las conspiraciones y las acciones ya sean para bien o para mal acaecian ante el concepto de ser superhéroe o no. Esta saga también empiezan a aparecer personajes de lo que sería más adelante el equipo de The Authority, como Midnighter y Apollo.

### SagaBleed
Tras la saga Cambiar o Morir, en donde al final, para llevar un equipo más nuevo, menos maquiavélico y sobre todo mejor importancia a los buenos resultados tras incluir la existencia del equipo oculto conocido como Stormwatch Negro, en los cuales venía integrado de personajes que vend´rian más adelante a integrar el equipo The Authority como Apollo y Midnighter, Ellis comenzó a adaptar sus guiones al estilo de Hitch y llevó a cabo una nueva saga titulada Bleed (Sangrar o la Sangría en español), en el que vincula al equipo en un conflicto que pone por primera vez un enfrentamiento de proporciones apocalípticas, donde las invasiones alienígenas ya no son exclusivamente el manejo de los WildC.A.T.s, y el argumento en el que se permitió realizar unamodificación a la continuidad de los personajes desarrollados en Wildstorm y los que seguían en Image, dando así lo que finalmente sería la adquisición de DC Comics de este sello editorial, ya que Wildstorm Studios continuó publicandoi sus cómics pero con su sello de su empresa, pero bajo la supervisión de DC Comics.
Es Bleed el que abre el arco argumental que permitirá entender como aparecerá en el futuro The Authority y como una vez más el equipo Stormwatch estaría condenado a desaparecer, y que la alineación de dicho equipo mostraría con más desempeño, y con mayor frecuencia a Apollo, Midnighter, a Jack Hawksmoor, Swift, Jenny Sparks, entre otros futuros fundadores de lo que sería The Authority. Se trata de un ahistoria en donde dos mundos están condenados a desaparecer, exactamente es una referencia a la existencia de un Multiverso, y están interconectadas a través de una fuente conocida como La Sangría (Este concepto más tarde sería integrado al futuro regreso del Multiverso DC post-crisis infinita y Countdown, en el cual ambas tierras paralelas vinculan lo que es el Universo Wildstorm y el Universo Image, en el cual, en el Universo Wildstorm, el The Weatherman era nada más y nada menos que uno de los fundadores de The Authority, Jack Hawksmoor, mientras que en el Universo Image correspondía al ya conocido Jackson King, y los personajes que fueron creados por Jim Lee, mientras que el Universo Wildstorm (Como esta publicación había sido autorizada tanto por Image como los mismos directivos de DC Comics para que fuese válida para explicar su eventual incorporación) era el creado a partir de las historias de Warren Ellis, aunque se aceptaba la aparición de los mismpos personajes de Image de Jim Lee y Brandon Choi y todo se centraba en una misteriora raza alienígena que venía desde las profundidades de La Sangría que planeaba conquistar ambos mundos, y habían sido los responsables de experimentar con Jack Hawksmoor, pero este universo se diferenciaba con el de Image de que centra sus historias al tono de un nivel de los cómics de Vertigo, pero respetando parte de la continuidad establecida en los inicios del grupo de superhéroes creados por Jim Lee y los que debutarían más adelante en The Authority.

#### Final del Primer Volumen
Para la versión de Warren Ellis de Stormwatch fue fuertemente influenciado por la línea Vértigo de DC y sus autores notables, como Grant Morrison y Ennis Garth. Ellis inyecta más contenidos sexuales (Con profundidad en lo adulto dirigido a adultos) y elementos de terror, el comentario apenas disimulada la política, y las críticas al gobierno de Estados Unidos en las historias. El arte se bajó el tono del estilo clásico de los '90 's a un nivel más exagerado que había dominado todos los primeras series de Image, permitiéndole a los lectores a tomar el libro más serio. Fue durante este período donde Ellis utiliza a Stormwatch para introducir el concepto de la purga, un espacio entre los universos paralelos que cuenta mucho con ayuda o apoyo o sin el de su serie Planetary y otros establecidos en el Universo Wildstorm.
Al final del primer volumen, Ellis había revisado al personaje conocido como Henry Bendix que había sido originalmente un estricto líder de un grupo de superhéroes a ser conocido como un villano manipulador, tanto como hizo Grant Morrison con el personaje de "El Jefe" en su carrera en DC en la serie Doom Patrol.

### Período del crossoverWildCats/Aliensal 2° volumen yThe Authority
Ellis continuó escribiendo el libro, ya que la transición de Stormwatch para el volumen 2, hasta el crossover WildCats/Aliens de agosto de 1998 -también escrito por Ellis- hizo que a todo al equipo, todos los miembros de Stormwatch fueran masacrados por los xenomorfos. Convenientemente, la mayoría de los personajes de Ellis de Stormwatch que no había creado fueron exterminados en esta historia. Un grupo de los sobrevivientes se convirtió en el reparto principal de la nueva serie de Ellis, The Authority, incluidos los caracteres creados por Ellis, como Jenny Sparks, a Jack Hawksmoor, Apollo, y a Midnighter, así como a Swift (que debutó con Stormwatch Vol. 1 # 28, escrito por Jeff Mariotte), y dos nuevos personajes que eran los sucesores de Engineer y Doctor que también fue creado por Ellis La idea era cambiar historia o morir. Stormwatch volumen 2 terminó con un final de la historia que tuvo lugar después de los sucesos de WildCats/Aliens, donde las Naciones Unidas había clausurado a Stormwatch junto a sus miembros caídos. La última escena, una conversación entre los exmiembros de Stormwatch Black, sirvió para introducir el concepto de The Authority y promover su primer volumen. Otros sobrevivientes del equipo original (incluido Batallion, Christine Trelane, y Flint apareció con The Authority, King y Trelane más tarde se convirtieron en personajes centrales de The Monarchy.

### Las otras alineaciones de Stormwatch

#### Stormwatch: El Equipo de Aquiles
En septiembre de 2002 Stormwatch la serie fue revivida. ahora, bajo el título de Stormwatch: El Equipo de Aquiles, había sido escrito por Micah Ian Wright, seguido de un equipo que en su mayoría eran héroes sin superpoderes como un equipo de soporte de las Naciones Unidas que se ocupaban de problemas relacionados con los superhéroes, (Algo así como asuntos internos).
El tema principal de la serie fue la desconfianza de la líder del equipo por los miembros sin superpoderes frente a los seres con superpoderes, y la necesidad de Aquiles para el equipo. Se adoptó un enfoque detallado y pragmático con las superpotencias, que lo muestra cómo era posible utilizar la inteligencia y las tácticas para vencer enemigos físicamente superiores, y como el equipo de Aquiles que a menudo se enfrentaban. The Authority fue más de una vez abatido durante la duración de la serie. La serie más tarde se convirtió en una sátira de la política y los cómics, con los segmentos en los que el equipo sustituye a una Strom Thurmond/Jesse Helms, como el senador con que cambia de forma, y la historia a donde se lleva una antología del Capitán América- (revelando como una reencarnación de George Washington) que trata de derrocar al gobierno de Estados Unidos.
Wright fue despedido después que se reveló que había mentido acerca de ser un Soldado ranger del Ejército de los EE. UU., con el resultado de que equipo de Aquiles fuese cancelada abruptamente en la edición del # 23 (de agosto de 2004), en plena una historia. El tema previsto para dicho final, el #24, nunca fue publicado, aunque el guion completo está disponible en línea.
- Equipo Stormwatch Equipo Aquiles:

(Equipo de Asalto): 
 Benito Santini 
 Blake Coleman 
 Luis Cisco 
 Victoria "Flint" Ngengi 
 Jukko Hämäläinen 
 Jaeger Weiss 
 Galena Golovin 
 Charles Cottsworth 
 Pickney 
 Ajeet Singh 
 Frederick "Alias" Ngebe Braumholstein 
 (Equipo de Apoyo): 
 Khalid Tefibi 
 Avi Barak 
 Dr. Marie Grunier 
 Buzz Dixon 
 (Otros Personajes destacables): 
 Baron Chaos 
 Citizen Soldier 
 Deadhead 
 Jumpmaster 
 Emoticon 
 Senator Sonny Terns

#### Stormwatch: Post Human Division
Stormwatch fue uno de varios libros de cómics que fueron reiniciados después del evento en el Universo Wildstorm conocido como Woldstorm., En noviembre de 2006, Stormwatch: Post Human Division fue escrito por Christos Gage , con Doug Mahnke con sus dibujos. La serie terminó después de la edición #12, pero se reinició en agosto de 2008 como parte de la saga Fin del Mundo hecha con la edición #13, que luego se renombró como Stormwatch: Post Earth Division desde el #14 al #24, siendo en estos números tachada la palabra Human como referencia a dicho evento.
Varios personajes fueron muertos y revividos en la serie. En esta nueva serie, el equipo Stormwatch fue patrocinado exclusivamente por los Estados Unidos, pero una sucursal se había establecido en Nueva York. Este equipo titulado como Stormwatch: PHD (Post-Human Division), dependían de los fondos insuficientes que apenas tenían para realizar su excesivo trabajo, y su misión era encontrar "rentable" los métodos de salvar el día. La serie continuó incluso con su líder, el ex Weatherman Jackson King, quién trata de derrotar a las amenazas sobrehumanas y poder equilibrar el presupuesto ajustado. El equipo estuvo formado por King, el oficial de Policía de Nueva York, John Doran, siendo un Fahrenheit sin sus poderes, un soldado apodado por su nombre clave Stormforce antiguo nombre en clave cuando residía en París, otro era una maestra de la manipulación y exlíder de un grupo de supervillanos llamada Gorgeous, un aprendiz de brujo llamado Betty Black, una ex-supervillana cambia forma y experta forense llamada Dr. Mordecai Shaw, conocida también como Monstrosity, y un ex-supervillano y experto en tecnología llamada The Machinist.

### Otras referencias de Stormwatch dentro del Universo Wildstorm

#### S.T.O.R.M.
En la serie Planetary, que se lleva a cabo dentro del mismo universo Wildstorm, donde operaban además del mismo Stormwatch y que también operaba The Authority, ambas creaciones de Warren Ellis (Stormwatch y Planetary) hizo su seguimiento hasta el final del volumen 2 de Stormwatch, John Stone es un agente secreto que trabaja para la agencia conocida como S.T.O.R.M. en la década de 1960, y se reporta a un centro de comando conocido como Storm Watch. Mientras que el acrónimo utilizado para el nombre de la agencia, la representación del personaje de John Stone y la cubierta y la primera mitad de la serie Planetary, situada en el #11, está inspirada en la versión de la agencia S.H.I.E.L.D. de los años 60 y al cómic de Nick Furia, agente de S.H.I.E.L.D.; tales paralelos a Marvel y a los personajes de DC son comunes a lo largo de Stormwatch y Planetary, y es poco probable que los nombres similares apenas sean una mera coincidencia. De hecho, en la segunda mitad de Planetary # 11, John Stone conoce a Elijah Snow en un lugar remoto, poco conocido en un bar en Kazajistán el cual llama "The Last Shot" - el mismo bar que Ellis había metido en un especial de Invierno llevó a los compañeros del equipo Stormwatch en Stormwatch # 46.

## Reinicio del Universo DC: El relanzamiento de su serie Volumen 3 (2011)
DC Comics anunció en junio de 2011 que el equipo se incorporaría al Universo DC en una nueva serie que recién está en curso y que sería escrita por Paul Cornell y dibujado por Miguel Sepúlveda como parte del relanzamiento de sus publicaciones de la editorial en el evento conocido como Los Nuevos 52 series del Nuevo Universo DC tras la saga Flashpoint, el megaevento de 2011. Esta versión del equipo estará formado por Jack Hawksmoor, Apollo, Midnighter, el Detective Marciano, Jenny Quantum, Engineer, y tres nuevos personajes llamados, Adam One, The Projectionist y The Enimence of Blades. esta nueva encarnación de Stormwatch es una organización que ha protegido a la Tierra de las principales amenazas alienígenas desde hace siglos. Rechazan el título de "superhéroes", Stormwatch responde a un gabinete bajo las sombras y existe completamente en secreto. Nadie sabe que existen, a pesar de que han luchado contra las amenazas más grandes que la Tierra, y se que ha enfrentado desde la Edad Media. La nueva versión del Skywatch es una versión mezclada de la nave "El Transporte" que utilizaba en para viajar y hiperespacio de la Bleed, el equipo de The Authority con la original Skywatch utilizada por los originales miebmros de Stormwatch.

## Ediciones recolectadas
Las siguientes ediciones están basadas en la colección iniciada por el escritor Warren Ellis:
- Force of Nature (collects Stormwatch Volumen 1 #37-42, 160 páginas, enero de 2000, Titan Books, ISBN 1-84023-611-6, Wildstorm, ISBN 1-56389-646-X)[9]
- Lightning Strikes (collects Stormwatch Volumen 1 #43-47, 144 páginas, abril de 2000, Titan Books, ISBN 1-84023-617-5, Wildstorm, ISBN 1-56389-650-8)[10]
- Change or Die (collects Stormwatch Volumen 1 #48-50, preview and Volumen 2 #1-3, 176 páginas, julio de 1999, Titan Books, ISBN 1-84023-631-0, Wildstorm, ISBN 1-56389-534-X)[11]
- A Finer World (collects Stormwatch Volumen 2 #4-9, 144 páginas, julio de 1999, Titan Books, ISBN 1-84023-291-9, Wildstorm, ISBN 1-56389-535-8)[12]
- Final Orbit (collects Stormwatch Volumen 2 #10-11 and "WildC.A.T.S/Aliens", 96 páginas, Titan Books, ISBN 1-84023-381-8, Wildstorm, September 2001, ISBN 1-56389-788-1)[13]

## Fuente Bibliográfica
- Revista Stormwatch vol1 y 2 edición recopilatoria Española World Comics Introducción. año 2000.